# Штангеевская тропа

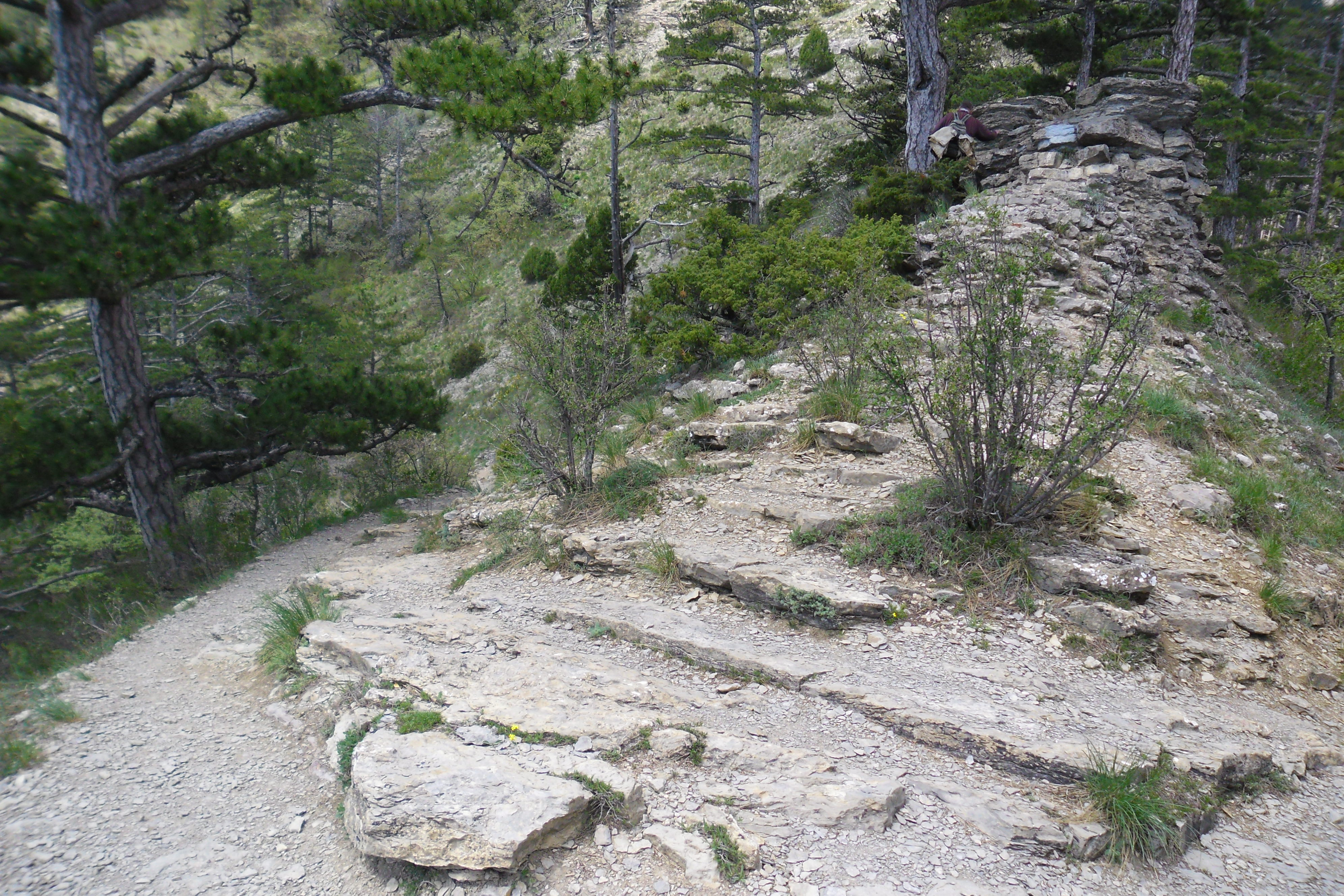
«Вилка» троп: налево и вниз ведет собственно Штангеевская тропа, на гору — Большая Штангеевская (Ставрикайская) тропа.

Штангеевская тропа — горная тропа в Крыму, часть Боткинской тропы. Идет от скалы Ставри-Кая к водопаду Учан-Су. Находится в Ялтинском горно-лесном природном заповеднике.

## Описание
Штангеевская тропа была создана в 1898—1899 годах и стала первой туристской тропой в России и в мире. Тропа стала прототипом современных экологических туристских троп. Штангеевская тропа имела пологий подъём и была посильна для людей с любой физподготовкой.
Протяженность тропы — 2,6 км. Перепад высот — 250 м. Тропа пользуются большой популярностью у туристов.
Штангеевская тропа начинается от 7 км автодороги Ялта-Бахчисарай и поднимается через высокоствольные лесные массивы крымской сосны (встречаются редколесья земляничника).  С тропы открывается вид на панораму Ялтинского амфитеатра. Вблизи скалы Ставри-Кая тропа разделяется на собственно Штангеевскую и Большую Штангеевскую (Ставрикайскую) тропы. Первая идет до водопада Учан-Су, вторая — на Ялтинскую яйлу. 
Тропа названа в честь Фёдора Тимофеевича Штангеева — ялтинского врача, специалиста по туберкулезу, общественного деятеля Ялты, одного из организаторов Ялтинского отделения Крымско-Кавказского горного клуба. Наряду с Боткинской тропой, эти названия стали первыми персонифицированными ойконимами, названными в честь естествоиспытателей и зафиксированными на картах и в туристско-географической литературе.
Для в Ялтинском горно-лесном природном заповеднике необходимо оформить пропуск.